# Stenodynerus pappi
Stenodynerus pappi är en stekelart som beskrevs av Giordani Soika 1976. Stenodynerus pappi ingår i släktet smalgetingar, och familjen Eumenidae. Inga underarter finns listade i Catalogue of Life.